# 數位印花
數位印花技術是一種全新的印花方式，運用電腦數位印花系統，依照不同布料的材質特性，將創作者的設計與構圖掃描到電腦中、或是在電腦中進行繪製，透過數位印花，在織物上做印花，以細緻的成像品質，呈現出布料的質地。
此項技術有別於以往的傳統印花工藝，數位印花不需要開版，省去了需要製作網版的複雜環節，直接在織物上進行噴印，提升了印花的精度，實現了小批量、多樣化、多花色的印花，而且有效解決了傳統印花占地面積大、污染嚴重等問題，合乎環保要求，是未來成衣紡織印染業製作樣布及少量多樣生產，所需具備的技術。
由於製作網版是一個相當昂貴的製程，因此這將大幅節省了製版成本與時間。整體結果為，它可節省小批量的生產成本和降低生產周期，面向更大的靈活性、並利於快速滿足客戶的需求，具有廣闊的發展前景。

## 優點

### 無需開版，省去製版費用與時效
突破傳統製程，不需要描繪黑圖與製作網版，節省製版費用與打樣時間。

### 不受尺寸大小限制
花稿沒有尺寸限制，不侷限於傳統印花色數限制，色彩的層次都能夠明確表現出來。

### 呈現極佳色彩
色彩鮮艷飽和穩定、質感細膩，適合用來印製人像及風景畫…等，細膩度大幅超越傳統印花，可用色多達1,700萬色，花樣表現可讓設計師創意發揮極致。

### 少量且多樣化
少量多樣、製作快速、打樣迅速；圖稿異常可即時更改並立刻作業；有效率的客製化商品；成本掌控小批量生產。

### 環保、減少污染
生產時用水量少、汙染性低。

## 應用層面
- 成衣服飾
- 紡織配件
- 室內裝潢與寢具
- 各類包款與鞋款

## 技術種類
目前市面上的數位印花技術分為兩類：

### 熱轉印印花
以高溫高壓，將圖形轉印到織物上。好處是價格便宜、速度快、不需要專業的發色和水洗設備。因其使用的是染料和膠水，將印出的紙貼於布料上，再用熨斗燙過，使顏料附著到布面上即可。缺點是無法使染料滲透到織物的纖維內部，因此無法印於凹凸面的布料上，圖案較粗糙、牢度也較差，水洗幾次就會褪色。且由於用的是顏料和膠水，觸感不佳，無法帶給消費者頂級舒服的感覺，也不環保。

### 噴墨印花
原理類似彩色噴墨印表機，但尺寸大上許多，能將圖檔列印在布料上。布料須先塗上一層澱粉質的糊料，其中含有幫助固色的助劑，圖案列印上去後，還需經過低溫100度蒸氣發色，再將糊料和多餘的染料用熱水洗淨，最後加上一點柔軟劑，使觸感更佳。由於染料分子已和布料纖維融為一體，所以不需要過多的膠水，用手觸摸時就是布料本身的觸感。其牢度亦為最佳，即使水洗日曬摩擦皆不會造成脫色。

## 資料來源
1. 紡織品數位印花之機會及應用 （页面存档备份，存于） [2014年10月 紡拓會 編譯]
2. 數位印花 （页面存档备份，存于） [廖盛焜．陳活源．賴政佑 / 科學發展 2012年2月，470期]